# Elio Michelon
Elio Michelon (Padova, 12 agosto 1943) è un allenatore di rugby a 15 e rugbista a 15 italiano.

## Carriera
Giocatore particolarmente potente e preciso nel gioco al piede, tra il 1969 e il 1980 gioca e vince con il Petrarca sei campionati italiani. Il Petrarca vince nel campionato 1969-70 il primo scudetto della sua storia, e Michelon si laurea miglior marcatore del torneo con 145 punti sul totale di 280 siglati dall'intera squadra.
Tra il 1969 e il 1971 gioca sette volte nella Nazionale italiana segnando 34 punti. Il 10 maggio 1969, segna 3 mete nella sua partita di esordio contro il Belgio, vinta dall'Italia per 30-12. Fa parte degli azzurri impegnati nel marzo 1970 nella prima tournée extra-europea della Nazionale, che batte per due volte il Madagascar. Sigla su calcio piazzato gli unici punti dell'Italia nella sua ultima partita con gli azzurri, persa l'11 aprile 1971 contro la Romania e valida per la Coppa delle Nazioni, nella quale la Nazionale finisce ultima in classifica e retrocede in 2ª divisione.
Nella stagione 1980-1981 in Serie C2 è stato giocatore, capitano e allenatore del Tre Pini, a quel tempo seconda squadra del Petrarca, ottenendo all'esordio la promozione in Serie C2, e l'anno successivo conduce la squadra alla promozione in Serie B. Per la stagione 1982-1983 viene sostituito da Pasquale Presutti. Prima di terminare la carriera gioca con il Vicenza, contribuendo a promuovere il rugby nel capoluogo berico.

## Palmarès
- Campionati italiani: 6
Petrarca: 1969-70, 1970-71, 1971-72, 1972-73, 1973-74, 1979-80